# 橫井庄一
橫井庄一（日语：／ Yokoi Shōichi，1915年3月31日—1997年9月22日）是第二次世界大戰時原大日本帝国皇軍的一名軍曹。太平洋战争结束后第28年，1972年的1月24日，他在美国属地关岛被当地猎人发现。之後他被送回日本，並获得日本政府頒贈荣誉为勋七等青色桐葉章。

## 生平
橫井庄一於1915年3月31日出生在日本愛知縣海部郡佐織町（今愛西市）。父親為山田庄七，母親為大鹿つる（1889年 - 1958年），父母在庄一出生3年後離婚，因此曾經改姓為母親的本姓大鹿。1926年，由於母親再婚，因此又改姓為横井。在小學畢業後，庄一曾經在愛知縣豐橋市的洋貨店工作。1935年，庄一滿20歲時，接受徵兵調查，被列為第一補充兵役（補充兵）。之後接受徵召進入大日本帝國陸軍。滿4年後退伍，自行開設西裝店。
1941年再度應徵入伍，1944年經由滿州前往位於關島步兵第38聯隊擔任陸軍伍長。1944年7月，美軍展開關島戰爭，8月，庄一被列名在陣亡公報上。1965年10月30日，第19次戰歿者緒勳典禮上，在正式公告上與其他人一同從勲八等升級勲七等青色桐葉章。
而事實上，在關島的守備隊的隊員中，有一部份人躲到山上進行游擊戰，因此並未收到日本軍的敗戰宣言。而橫井庄一與其他人就在熱帶雨林中的挖出地下壕溝開始了游擊戰的生活。1972年1月24日，橫井庄一為了設置抓魚蝦的陷阱時，遇到了當地的獵人。1972年2月2日，57歳的橫井庄一終於回到了日本。在此之前，除了橫井庄一之外還有2位同袍，但在約發現的8年前就因為颱風的關係過世。
接受嚴格軍事教育訓練的橫井庄一深信「絕不能活著回國」。因此當他回國，看到迎接他的當時的厚生勞動大臣斎藤邦吉時，便對他說「懷抱着恥辱回來了」（「何かのお役に立つと思って恥をしのんで帰ってまいりました。」)。之後的記者會上，也向大眾表示「羞恥地活著回國」（「恥ずかしながら生きながらえておりましたけど。」）。之後這句話成為當年的流行語。當時的記者會由NHK1972年2月2日14時轉播約一個小時的特別節目中，獲得了41.2%的高收視率。
橫井庄一回國接受入院檢查後回歸愛知縣名古屋市中川区富田町，並以自身叢林生活經驗巡迴全國各地演講。原本以為他對於27年未見的都市生活會有很大的恐慌，但他最終仍能迅速適應。不過因為對於戰後的通貨膨脹不習慣，他將所有財產以及來自全國各地的捐款都交給妻子幡新美保子保管；同時由於在叢林生活的經驗，橫井庄一再無法接受生食的魚片刺身。
1974年7月，橫井庄一曾經以無黨籍的身分參與第10屆日本參議院議員通常選舉（全國區），但落選後漸歸沉寂。晚年罹患胃癌，1997年9月22日因心臟病發作死亡。

## 著作
- 《明日への道 全報告グアム島孤独の28年》（文藝春秋、1974年）
- 《無事がいちばん 不景気なんかこわくない》（中央公論社、1983年）
- 《横井庄一のサバイバル極意書/もっと困れ！》（小学館、1984年）ISBN 4-09-366301-7

## 纪念馆
横井去世后的2003年（平成15年）左右，横井家人与名古屋市之间就开始横井庄一纪念館的建設计划，预计2004年（平成16年）10月開館。但在2004年2月，名古屋市得出纪念館屋舍结构老化、难以进行管理，而将计划搁置。之后其妻横井美保子以私营的形式将名古屋市中川区的自宅改建为纪念館，并于2006年（平成18年）6月24日開館。展览的中心是横井在地上挖掘的一个用于居住的洞穴（由横井夫妻熟识的美术老师以紙和竹等材料再現的场景模型）。并同时展示横井回国后复原的帕果（木槿）树纤维编制用的织布机、捕鱼用的篮子、椰子的果实制作的碗。
2020年4月，横井美保子到京都躲避2019冠状病毒病疫情，紀念館閉館。2022年5月横井美保子去世，同年9月3日紀念館閉館，收藏品贈送給各地公營機構，房舍則變賣。